# Donegal Celtic F.C.
Donegal Celtic F.C. – północnoirlandzki klub piłkarski z siedzibą w stolicy kraju Belfast.

## Historia
Klub został założony w 1970 roku jako Donegal Celtic F.C. przez grupę młodych mężczyzn - miłośników piłki nożnej w dzielnicy Lenadoon zachodniego Belfastu. Na początku klub występował w różnych turniejach lokalnych. Potem był zmuszony grać na poziomie amatorskim wraz z zespołem Lurgan Celtic F.C. z hrabstwa Armagh. Dopiero w sezonie 2002/03 uzyskał zgodę występować w drugiej dywizji. W sezonie 2005/06 klub zajął drugie miejsce w IFA Intermediate League i w barażach z Institute F.C. wywalczył awans do IFA Premiership. W sezonie 2007/08 zajął 11. miejsce w Premiership i w rezultacie spadł do Championship. W 2010 zajął drugie miejsce w IFA Championship i w barażach ponownie z Institute F.C. zdobył awans do Premiership.

## Sukcesy
- Mistrzostwo Irlandii Północnej:
  - 11.miejsce (2): 2007/08, 2010/11
- Puchar Irlandii Północnej:
  - półfinalista (1): 2007/08
- Irish Intermediate Cup:
  - zdobywca (2): 2005/06, 2009/10
- Steel & Sons Cup:
  - zdobywca (1): 2003/04

## Stadion
Donegal Celtic Park może pomieścić 8,283 widzów.